# シボレー・コバルト
コバルト（COBALT ）は、GMが製造しシボレーブランドで販売している自動車である。

## 歴史

### 初代（2005年-2010年）
コバルトは北米市場において最も売れたGMのコンパクトカーであったキャバリエと、トヨタ・カローラをベースに開発されたプリズムの統合後継車種であり、2004年から2005年モデルとして販売が開始された。
SUVブームがやや下火になり始めてコンパクトカーの人気が再燃しつつあるという開発当時の状況を受けて、コンセプトを従来よりも若者を強く意識したものへと修正し、さらに日本製や韓国製の小型車などにも対抗できるように商品力の向上を図った。
前身のキャバリエは老朽化した「Jプラットフォーム」を採用していたが、コバルトでは新たに小型車向けのグローバルプラットフォームである「デルタプラットフォーム」が採用された。同プラットフォームは他にオペル・アストラ、サターン・アイオン、シボレー・HHRなどで採用されている。
ボディタイプはキャバリエに引き続きクーペとセダンの2種類がラインナップされた。グレードはLS、1LT、2LT、3LT、LTZ、SSが設定された。最上級グレードのLTZはクローム仕上げのグリルやモールをあしらっている。高性能グレードのSSについては後述。
エンジンは直4 DOHC 2.2Lが搭載され、2009年モデル以降はVVT付きのものに換装された。トランスミッションは5速MTまたは4速ATが用意された。
ロードホイールはLSと1LTが15インチスチールにフルカバー、2LTが16インチ、シルバーペイントスチールホイール、3LTとLTZは16インチアルミホイールが標準となる。オーディオも、LS以外はMP3に対応し、iPod用のジャックも装備される。
生産はアメリカ合衆国オハイオ州のローズタウン工場で行われた。コバルトは2010年をもってモデル打ち切りとなり、同車のポジションは世界戦略車であるクルーズへと引き継がれることとなった。
2014年2月、大規模なリコールを実施。重いキーホルダーを使用するとイグニッションのセンサーが動作不良を起こし、エアバッグが開かなくなる可能性があるというもの。所有者に対して、改修が終わるまで不必要な鍵や飾りは取り外すよう要請が出された。

#### SS
2000年前後のスポーツコンパクトのブームによって高性能コンパクトカーが独自のカテゴリーとして認知され、高性能エンジンを搭載しスポーツ走行を意識した車種が各メーカーから相次いで投入されることとなった。GMも例外ではなく、コバルトに高性能版グレードの「SS」（Super Sportの略）を設定し、日本車などのアジア車が大きな割合を占めていたこの市場に参入することになった。
SSは3種類存在するが、最初に登場したのは205hpを発揮するスーパーチャージャー付き2.0Lエンジンと5速MTを搭載したモデル (2SS) で、クーペのみの設定となった。このパワートレーンはサターン・アイオンレッドラインと共通である。2SSには、ショートストロークのシフター、パフォーマンス・ハンドリングサスペンション、18インチアルミホイール、XMサテライトラジオが標準装備された。
1年後には2006年モデルとして自然吸気版 (1SS) もラインナップに加わった。クーペとセダンの両方に設定され、エンジンはVVT付きの2.4Lが搭載された。また5速MTだけでなく4速ATも設定された。1SSには17インチアルミホイールが標準装備された。
2008年モデルイヤーからは、従来の2SSに代わってサターン・スカイレッドラインなどと同じ260hpを発揮する可変ジオメトリーターボチャージャー付2.0Lエンジンを搭載した新SSが登場した。また、従来の1SSはコバルトスポーツへと改称され、同モデルイヤー限りで廃止された。

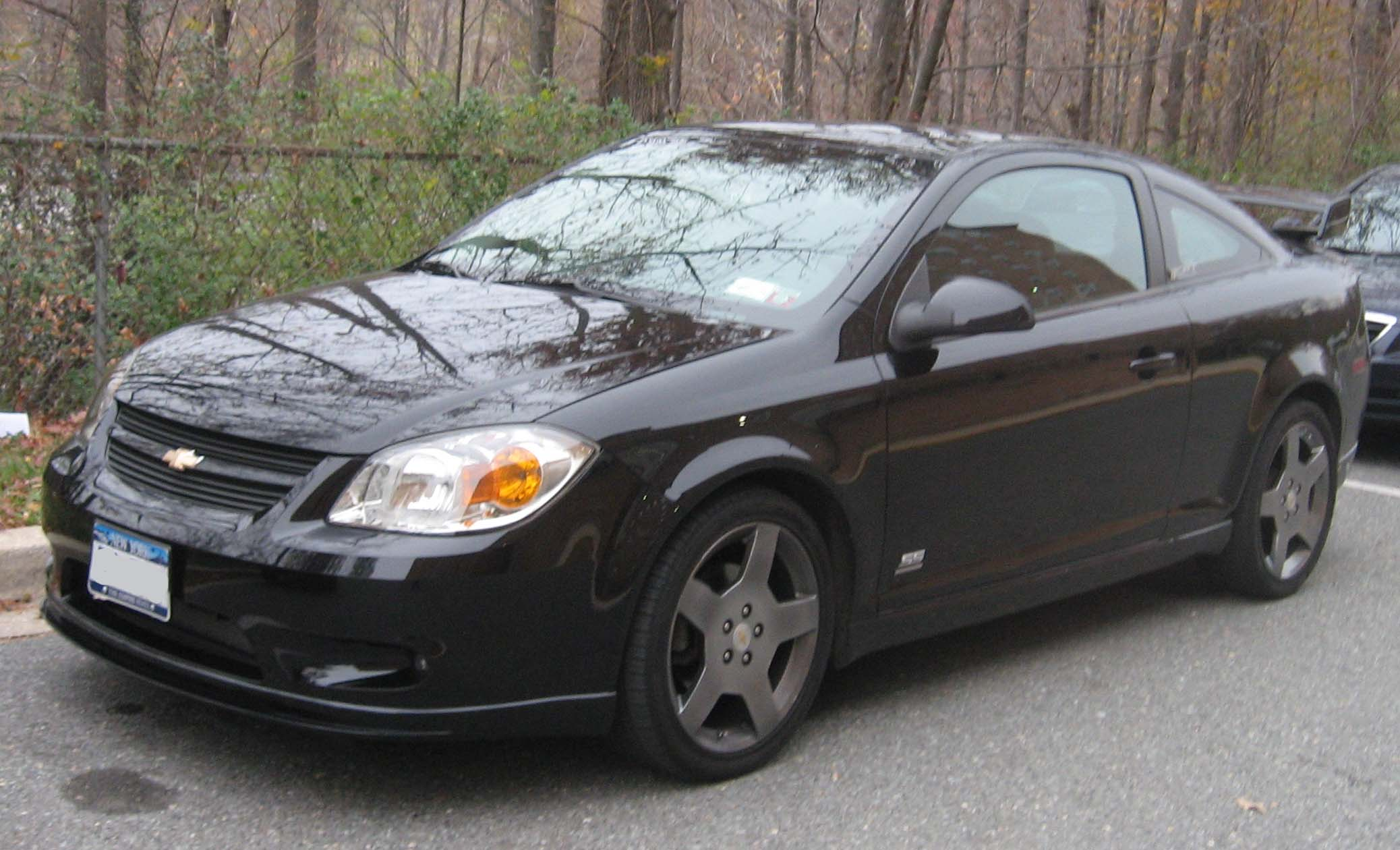
コバルト2SSクーペ
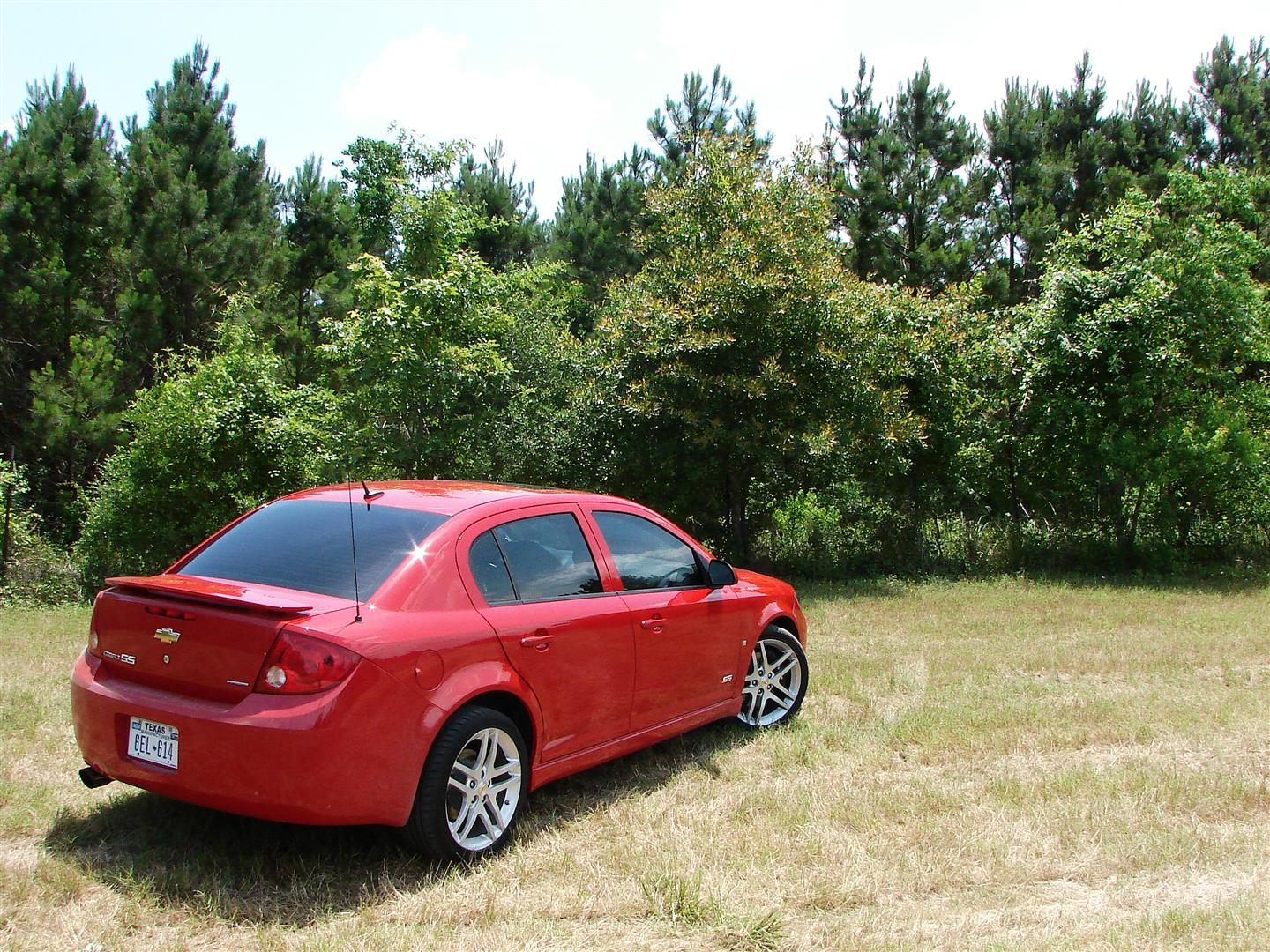
コバルトSSセダン

#### ポンティアック・G5
ポンティアックブランド向けのバッジエンジニアリング車は2004年にカナダとメキシコで先行発売され、2006年夏にはアメリカ合衆国でもクーペのみのラインナップで発売開始された。車名はアメリカ市場への投入に併せてG5に統一されたが、それ以前はカナダではパースート（Pursuit、2004年〜2006年初）のちG5パースート（2006年春〜夏）、メキシコではG4の車名で販売されていた。
G5はサンファイアの後継車種に相当するが、前身モデルとは異なりコバルトとの外観上の相違点はグリルやテールランプなど小規模に留まっている。

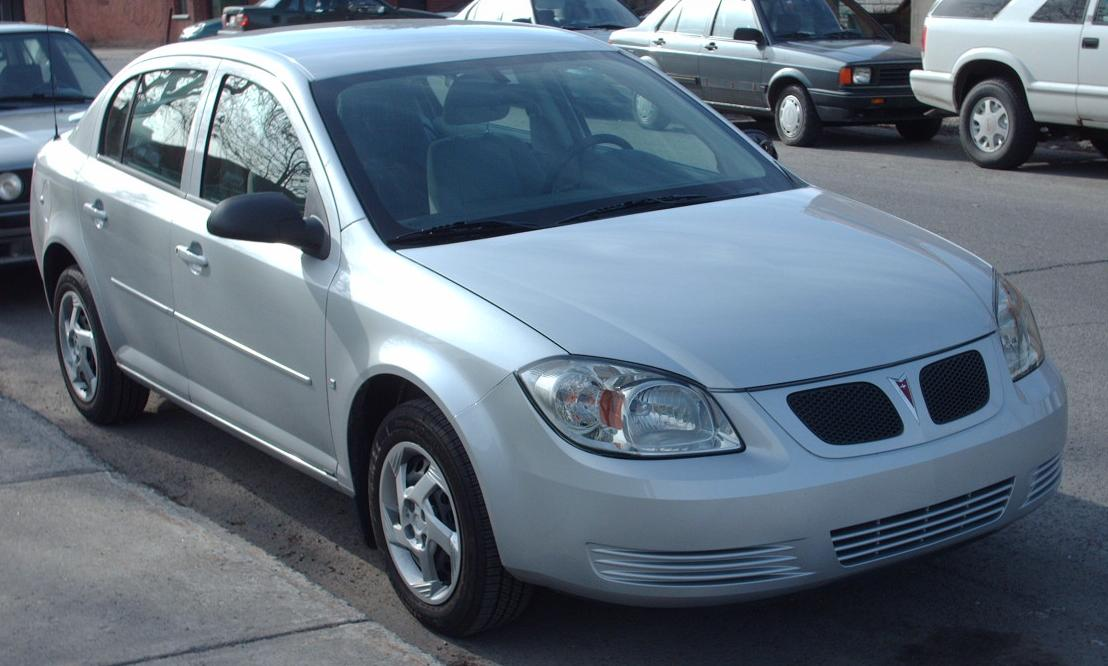
G5セダン
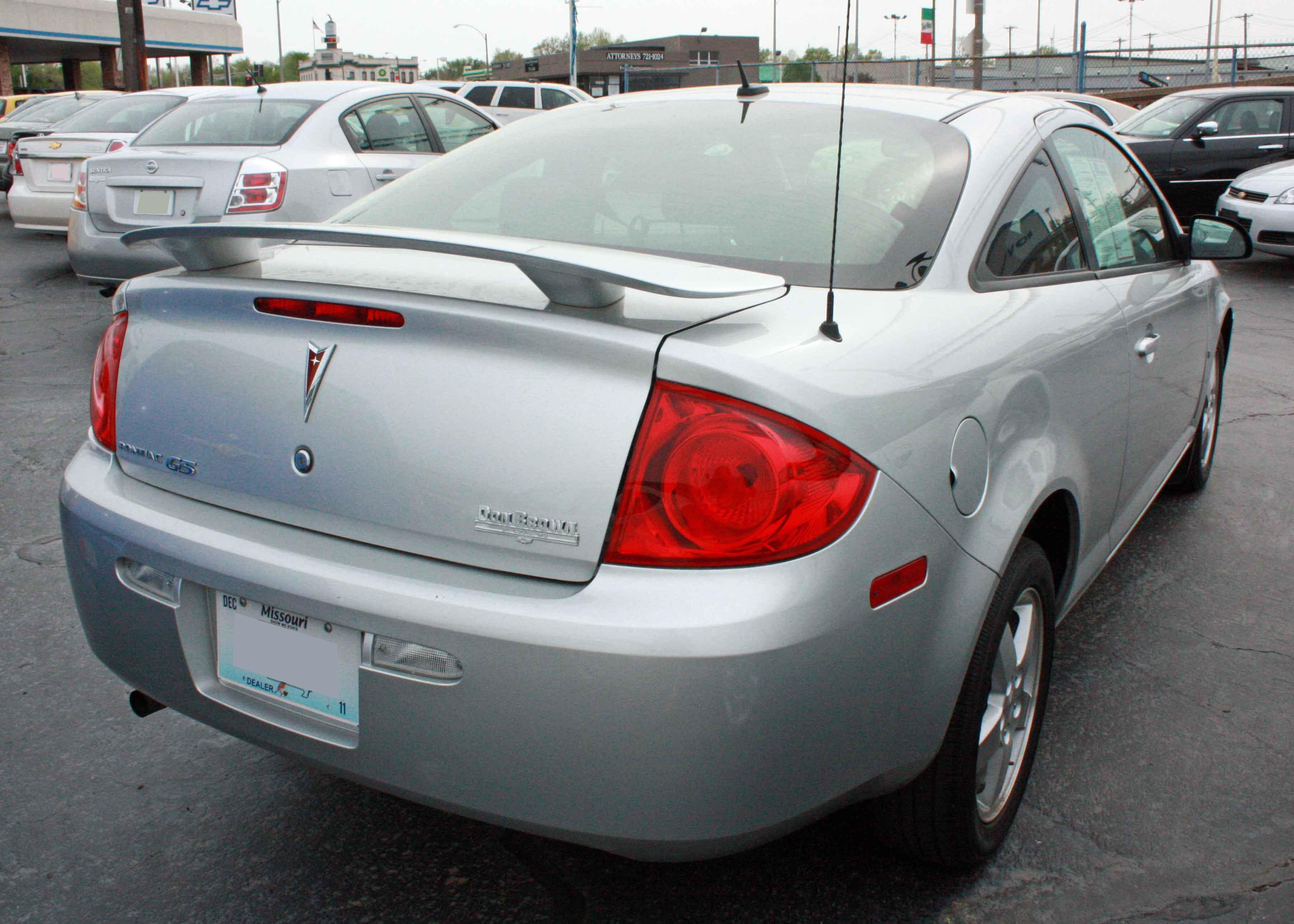
G5クーペ

#### その他
- アームレストを下ろすとシフトレバーと干渉し、非常にシフトチェンジしにくくなるという、車としてあるまじき設計ミスもある。
- コバルトSSはスポーツモデルの割にコーナリング時のロールが大きく、日本製のスポーツコンパクトに比べて詰めが甘いとの指摘も一部からは上がっている。

### 2代目（2011年-現在）
2011年6月17日、ブエノスアイレスモーターショーにコンセプトとして出展され、同年11月4日に市販モデルが発表された。GM・ド・ブラジルが開発した小型セダンで、南米、欧州、中東、アフリカの40カ国で販売を予定している世界戦略車でもある。
アベオ/ソニックと同じGM・ガンマIIプラットフォームを採用し、アベオ/ソニックとクルーズの中間のサイズとなる。トランクスペースは563リットルの容量を誇る。
エンジンは1.3L〜1.8Lの範囲で設定されるが、ブラジル向けには2種類のフレックス燃料エンジンが用意される。1.4L SOHC 8Vはエタノール走行時で75kw (101hp)、ガソリン走行時で71kW (96hp) を発揮する。1.8L SOHC 8Vはエタノール走行時で79.4kw (107hp)、ガソリン走行時で78kW (105hp) を発揮する。